# Kim Song-ae
Kim Song-ae ( hangul: 김성애, født Kim Song-pal den 29. december 1924, død september 2014) var en nordkoreansk politiker, der var førstedame fra 1963 til 1974. Hun var den anden hustru til Nordkoreas grundlægger Kim Il Sung.
Hun blev gift med Kim Il Sung i 1952.
Fra midten af 1960'erne til midten af 1970'erne havde Kim Song-ae angiveligt betydelig indflydelse i Nordkorea.
Ifølge Jang Jin-sung ønskede Kim Song-ae at lade hendes søn Kim Pyong-il blive arvtager til Kim Il Sung i stedet for at lade Kim Il sungs første søn fra sit første ægteskab, Kim Jong Il, være arvtager. Hun havde støtte hertil i en fraktion af det nordkoreanske lederskab. I 1970'erne anså flere i partiet, at hun havde opnået for stor indflydelse og begyndte at modarbejde hende. Samtidig blev hendes stedsøn Kim Jong Il udpeget til arving efter Kim Il Sung, og Kim Jong Ils fraktion arbejdede på at fjerne hende fra indflydelse. I 1976 blev Kim Song-ae frataget sine politiske poster. Kim Song-ae og hendes støtter blev angiveligt placeret i husarrest i 1981.
I 1993 blev hun genindsat som formand ofr Nordkoreas kvindeforbund, men uden formel magt, og hun blev fjernet igen fra posten i 1998. Efter 1998 er kun lidt infomration om hende sluppet ud af Nordkorea.
Der verserer rygter om at hun døde i en bilulykke i Beijing i juni 2001. Ande forlydende angiver, at hun var i live i juli 2011. I 2012 oplyste en nordkoreansk afhopper, at Kim Song-ae var blevet erklæret sindssyg i begyndelsen af 1990'erne.
Det er senere rapporterer, at hun døde i 2014, hvilket er blevet bekræftet af Sydkorea i december 2018.